# Per Christiansson
Per Mikael Christiansson (* 21. Juni 1961 in Ystad; † 18. Januar 2023 ebenda) war ein schwedischer Radrennfahrer und nationaler Meister im Radsport.

## Sportliche Laufbahn
Christiansson war Teilnehmer der Olympischen Sommerspiele 1984 in Los Angeles.
Im olympischen Straßenrennen wurde er beim Sieg von Alexi Grewal als 14. klassiert. Im Mannschaftszeitfahren belegte der schwedische Vierer mit Magnus Knutsson, Bengt Asplund, Per Christiansson und Håkan Larsson den 5. Platz.
1979 gewann er die Zeitfahrmeisterschaft der Junioren im Einzelzeitfahren und im Mannschaftszeitfahren. Bei den UCI-Straßen-Weltmeisterschaften der Junioren gewann er Silber im Mannschaftszeitfahren.
Mit dem Skandisloppet siegte er 1980 und 1981 in einem der traditionsreichsten Eintagesrennen in Schweden. 1982 wurde Vize-Meister im Straßenrennen. 1983 belegte er in der Schweden-Rundfahrt den 3. Platz hinter dem Sieger Tommy Prim und wurde Zweiter in der Norwegen-Rundfahrt, die von Francesco Moser gewonnen wurde. Das Eintagesrennen Klarälvsloppet gewann er 1981, 1982 und 1985. 1985 gewann er die nationale Meisterschaft im Straßenrennen und den Titel im Einzelrennen der Meisterschaften der Nordischen Länder. In der Internationalen Friedensfahrt 1985 schied er aus. 1986 siegte er auf einem Tagesabschnitt der Schweden-Rundfahrt.  
1986 und 1987 war er Berufsfahrer im italienischen Radsportteam Atala-Ofmega, wurde aber noch 1987 reamateurisiert. Sein bestes Resultat als Profi war der 5. Platz im Rennen Coppa Sabatini 1986. Im Giro d’Italia schied er aus.